# Jan de Vey Mestdagh
Jan Henry (Jan) de Vey Mestdagh (1919 - 2005) was een Nederlands rijksarchivaris.

## Loopbaan
In 1949 deed Mestdagh, lid van de familie De Vey Mestdagh, zijn doctoraal examen rechten waarna hij advocaat en directiesecretaris werd. In 1956 haalde hij zijn diploma "Wetenschappelijk archiefambtenaar der eerste klasse" waarna een benoeming volgde tot chartermeester bij het Utrechtse Rijksarchief. In 1961 werd hij benoemd tot hoofd van de zogenaamde 'Vierde afdeling' van het Algemeen Rijksarchief (ARA), een afdeling die belast was met de inspectie van de nog niet naar het ARA overgebrachte centrale overheidsarchieven, een taak die het ARA kreeg opgedragen met de Archiefwet 1962. Per 1 oktober 1968 werd Mestdagh benoemd tot Rijksarchivaris in de provincie Groningen, tevens provinciaal archiefinspecteur. Op 31 maart 1984 ging hij met pensioen.
Na zijn pensionering wijdde Mestdagh zich aan het onderzoek naar de 6000 Joodse grafstenen in de provincie Groningen. In 2003 werd hij voor dit werk benoemd tot Officier in de Orde van Oranje-Nassau.

### Nevenfuncties
- Secretaris van de Commissie voor de archieven van de Nederlands Hervormde Kerk (1957-1969)
- Archivaris van de Ridderlijke Duitsche Orde, Balije van Utrecht